# Dorset Municipality
Koordinaten: 41° 10′ S, 147° 31′ O

Die Dorset Municipality ist ein lokales Verwaltungsgebiet (LGA) im australischen Bundesstaat Tasmanien. Das Gebiet ist 3196 km² groß und hat etwa 6600 Einwohner (2016).
Dorset liegt in der Nordostecke der tasmanischen Insel etwa 200 Kilometer nördlich der Hauptstadt Hobart. Das Gebiet umfasst 40 Ortsteile und Ortschaften: Alberton, Blumont, Boobyalla, Branxholm, Bridport, Cape Portland, Cladstone, Cuckoo, Derby, Dorset, Forester, Goloonda, Herrick, Jetsonville, Kamona, Legerwood, Lietinna, Lisle, Maurice, Moorina, South Mt Cameron, Musselroe Bay, Nabowla, Pioneer, Ringarooma, Rushy Lagoon, Scottsdale, North Scottsdale, West Scottsdale, Springfield, South Springfield, Talawa, Telita, Tomahawk, Tonganah, Trenah, Tulendeena, Warrentinna, Waterhouse und Winnaleah. Der Sitz des Councils befindet sich in Scottsdale im Südwesten der LGA, wo etwa 1900 Einwohner leben (2016).

## Verwaltung
Der Dorset Council hat neun Mitglieder. Der Mayor (Bürgermeister), sein Deputy (Stellvertreter) und sieben Councillor werden direkt von den Bewohnern der LGA gewählt. Dorset ist nicht in Bezirke untergliedert.